# Ganzhousaurus
Ganzhousaurus – rodzaj wymarłego dinozaura, teropoda z grupy celurozaurów i rodziny owiraptorów.
Skamieniałości nieznanego wcześniej dinozaura odkryto na południu Chin, w prowincji Jiangxi, na terenie Nankang w okolicy miasta Ganzhou. Znajdują się tam późnokredowe skały formacji Nanxiong. Dokładne miejsce znalezienia nie jest znane, gdyż okaz zakupiono od handlarza, który nie tylko wolał pozostać anonimowy, ale także nie podał żadnych bliższych informacji o miejscu znalezienia kości niż Basen Nankang. W każdym razie musiano go znaleźć wśród skał wspomnianej formacji Nanxiong. Skatalogowano go jako SDM 20090302.
Jego budowa pozwoliła na powiązanie go z rodziną owiraptorów. Odróżniał się jednak od jej innych członków pewnymi cechami szczególnymi czaszki, jak płytka kość zębowa bez bocznego dołu, bez pneumatoforu, słabo skręcający w dół przedni koniec żuchwy, podział zewnętrznego okna tejże żuchwy przed wyrostek przedni kości nadkątowej i płytkie zagłębienie przy przednim brzegu rzeczonego okna, jego brzuszne ograniczenie tworzone głównie przez kość kątową, zakręcony wyrostek tylny kości zębowej, na wyrostku tylno-brzusznym płytkie wyżłobienie o podłużnym przebiegu, szeroki przedni wyrostek kości kątowej z ostrą bruzdą na jego powierzchni brzuszno-bocznej, ponadto cechami stępu i śródstopia.
Kombinacja tych cech pozwoliła na kreowanie nowego rodzaju dinozaura, który otrzymał nazwę Ganzhousaurus od miejsca znalezienia szczątków, dodano do nazwy miasta przyrostek sauros oznaczający po grecku jaszczura. W rodzaju umieszczono pojedynczy gatunek Ganzhousaurus nankangensis. Etymologia epitetu gatunkowego jest podobna, jak nazwy rodzajowej. Przeprowadzono także analizę filogenetyczną, która potwierdziła przynależność zwierzęcia do Oviraptoridae. Jako jego najbliższych krewnych wskazała Rinchenia, Citipati i nienazwanego jeszcze Oviraptoridae z Zamyn Khond. Taksony te pozostają w nierozwikłanej politomii, tworząc klad, którego grupę siostrzaną stanowi owiraptor.